# Philippe Vuillemin
Philippe Vuillemin es un historietista francés, nacido en 1958. Se dio a conocer en la revista Echo des Savannes con su estilo feísta y su humor salvaje. Ha dibujado en revistas como Hara-Kiri o Charlie Mensuel, y actualmente lo hace también en Siné Hebdo.

## Publicaciones

### Les sales blagues de l'Écho
- Les Sales Blagues de l'Écho n°1
- Les Sales Blagues de l'Écho n°2
- Les Sales Blagues de l'Écho n.º 3
- Les Sales Blagues de l'Écho n.º 4
- Les Sales Blagues de l'Écho n.º 5
- Les Sales Blagues de l'Écho n°6
- Les Sales Blagues de l'Écho n.º 7
- Les Sales Blagues de l'Écho n.º 8
- Les Sales Blagues de l'Écho n°9
- Les Sales Blagues de l'Écho n°10
- Les Sales Blagues de l'Écho n°11
- Les Sales Blagues de l'Écho n°12
- Les Sales Blagues de l'Écho n°13
- Les Sales Blagues de l'Écho n°14

## Obras
- Hitler=SS
- La Bande à moi
- Les Chansons du professeur Choron
- Frisson de bonheur
- Joie de recevoir
- Le Monde Merveilleux de Vuillemin
- Nouvelle encyclopédie des lumières
- Plaisir d'offrir
- Raoul Teigneux contre les Druzes
- Saine ardeur
- Sexologues
- Sueurs d'homme
- Tout est dans le sourire
- Tragiques destins
- Les Versets sataniques de l'Évangile
- Vuillemin Dictateur et Dieu Truquelemin
- Y a rien de plus beau que le boulot
- Y'a pas que le sexe dans la vie
- Y'a rien d'pire que l'ignorance

### Antologías
- Les Chefs-d'œuvre de Vuillemin
- Le Meilleur de moi-même
- Le Meilleur de Vuillemin
- Les Sales Blagues : La Totale(2004)